# Kalandférgek
A Kalandférgek (eredeti cím: Harold & Kumar Go to White Castle) 2004-ben bemutatott amerikai–német–kanadai stoner filmvígjáték Danny Leiner rendezésében. A Kalandférgek-trilógia első része.
A főszerepben Kal Penn és John Cho látható, a mellékszerepekben pedig többek között Anthony Anderson, Ryan Reynolds és Neil Patrick Harris tűnik fel.

## Szereplők
| Színész               | Szerep                  | Magyar hang     |
| --------------------- | ----------------------- | --------------- |
| John Cho              | Harold 'Töki' Lee       | Simonyi Balázs  |
| Kal Penn              | Kumar Patel             | Rajkai Zoltán   |
| Paula Garcés          | Maria                   | Szénási Kata    |
| Neil Patrick Harris   | önmaga fiktív változata | Moser Károly    |
| Ryan Reynolds         | Ápoló                   | Tóth Roland     |
| David Krumholtz       | Goldstein               | Szokol Péter    |
| Eddie Kaye Thomas     | Rosenberg               | Bódy Gergely    |
| Brooke D'Orsay        | Clarissa                | Árkosi Kati     |
| Kate Kelton           | Chrissy                 | Szabó Gertrúd   |
| Steve Braun           | Cole                    | Janovics Sándor |
| Christopher Meloni    | Randy / Freakshow       | Seder Gábor     |
| Sandy Jobin-Bevans    | Palumbo rendőr          | Rosta Sándor    |
| Fred Willard          | Dr. Willoughby          | Várday Zoltán   |
| Robert Tinkler        | J.D.                    | Bodrogi Attila  |
| Anthony Anderson      | Burgeres                | Faragó András   |
| Bobby Lee             | Kenneth Park            | Seder Gábor     |
| Malin Åkerman         | Liane                   | Haumann Petra   |
| Gary Anthony Williams | Tarik                   | Bolla Róbert    |
| Ethan Embry           | Billy Carver            | Magyar Bálint   |

## Kritika
- Entertainment Weekly – 83/100
- Variety – 80/100
- The Washington Post – 80/100
- Austin Chronicle – 78/100
- Chicago Tribune – 75/100
- New York Post – 75/100
- Boston Globe – 75/100
- The Hollywood Reporter – 70/100
- Los Angeles Times – 70/100
- Miami Herald – 63/100
- USA Today – 63/100
- Baltimore Sun – 63/100
- The New York Times – 60/100
- Dallas Observer – 50/100
- Philadelphia Inquirer – 50/100
- San Francisco Chronicle – 50/100
- Chicago Reader – 50/100
- Seattle Post-Intelligencer – 42/100

## Bevételi adatok
A film költségvetése kilencmillió dollár volt, a bevétele pedig 23 936 908 dollár.